# Hemiceras nigrescens
Hemiceras nigrescens är en fjärilsart som beskrevs av William Schaus 1901. Hemiceras nigrescens ingår i släktet Hemiceras och familjen tandspinnare. Inga underarter finns listade i Catalogue of Life.